# Pinus dalatensis
Pinus dalatensis (Сосна біла в'єтнамська) — один з видів роду сосна родини соснових. Є ендеміком Індокитаю.
Цей вид був недавно розділений на два підвиди: Businský (1999a, 1999b).

## Опис
Pinus dalatensis є середнім вічнозеленим деревом, що росте на 30–40 м у висоту. Він є членом групи білих сосен, у підрода якої Strobus, як і у всіх членів цієї групи, голки зібрані в пучку, які зберігаються до п'яти років. Голки з дрібними зубцями, і (3)5–14 см довжиною.
Конуси тонкі, 6–23 см завдовжки і 2–4 см шириною (закриті), відкриття в 3–9 см завширшки, ваги тонкі і гнучкі. Насіння дрібне, 6–8 мм завдовжки, і мають довгі тонкі крильця 18–25 мм. Вони найтісніше пов'язані з блакитною сосною Pinus wallichiana з Гімалаїв.

## Поширення
Країни зростання: Лаоська Народно-Демократична Республіка, В'єтнам.
У В'єтнамі зростає в горах центральної та південно-центральній частині країни на висоті 1400–2300 м.

## Підвиди
Сосна біла в'єтнамська поділяється на два підвиди це:
- Pinus dalatensis subsp. dalatensis. Шишки 6–17 см завдовжки.
- Pinus dalatensis subsp. procera Businský. Центральний В'єтнам. Шишки 13–23 см завдовжки[2].